# Lorca Deportiva CF
A Lorca Deportiva CF, teljes nevén Lorca Deportiva Club de Fútbol egy már megszűnt spanyol labdarúgócsapat. A klubot 2002-ben alapították, nyolc évvel később szűnt meg. Jogelődje a Lorca CF, jogutódja a Lorca Atlético CF.

## Története
A klubot 2002-ben alapították, első szezonját a negyedosztályban töltötte, amit rögtön meg is nyert. A következő két szezonban a harmadosztályban szerepelt, majd a 2005-06-os szezont már a Segunda Divisiónban kezdhette meg. Innentől ugyanúgy két-két évet töltött el a másod-, harmad- és negyedosztályban is, illetve a 2010-11-es, negyedosztályú szezonnak már nem kezdett neki.
A 2010-11-es szezonnak eredetileg LD Olímpico néven, Totana városában vágott volna neki. Végül a megszerezhető 93 pontot egyenlően szétosztották a többi csapat között.

## Statisztika
| Szezon  | Osztály | Poz. | Copa del Rey |
| ------- | ------- | ---- | ------------ |
| 2002/03 | 3ª      | 1.   |              |
| 2003/04 | 2ªB     | 2.   |              |
| 2004/05 | 2ªB     | 4.   |              |
| 2005/06 | 2ª      | 5.   |              |
| 2006/07 | 2ª      | 21.  |              |
| 2007/08 | 2ªB     | 11.  |              |
| 2008/09 | 2ªB     | 2.   |              |
| 2009/10 | 3ª      | 3.   |              |
| 2010/11 | 3ª      | v    |              |